# Robert Louis-Dreyfus
Robert Louis-Dreyfus (Paris, 14 de junho de 1946 - Zurique, 4 de julho de 2009) foi um empresário francês. Em 1996, Louis-Dreyfus tornou-se o maior acionista do Olympique de Marselha.
Foi casado com Margarita Louis-Dreyfus (Margarita Bogdanova), com quem teve 3 filhos: Eric, Maurice e Kirill.  Robert era primo da atriz Julia Louis-Dreyfus
Morreu aos 63 anos após uma longa batalha contra a leucemia.